# Nevin Çokay

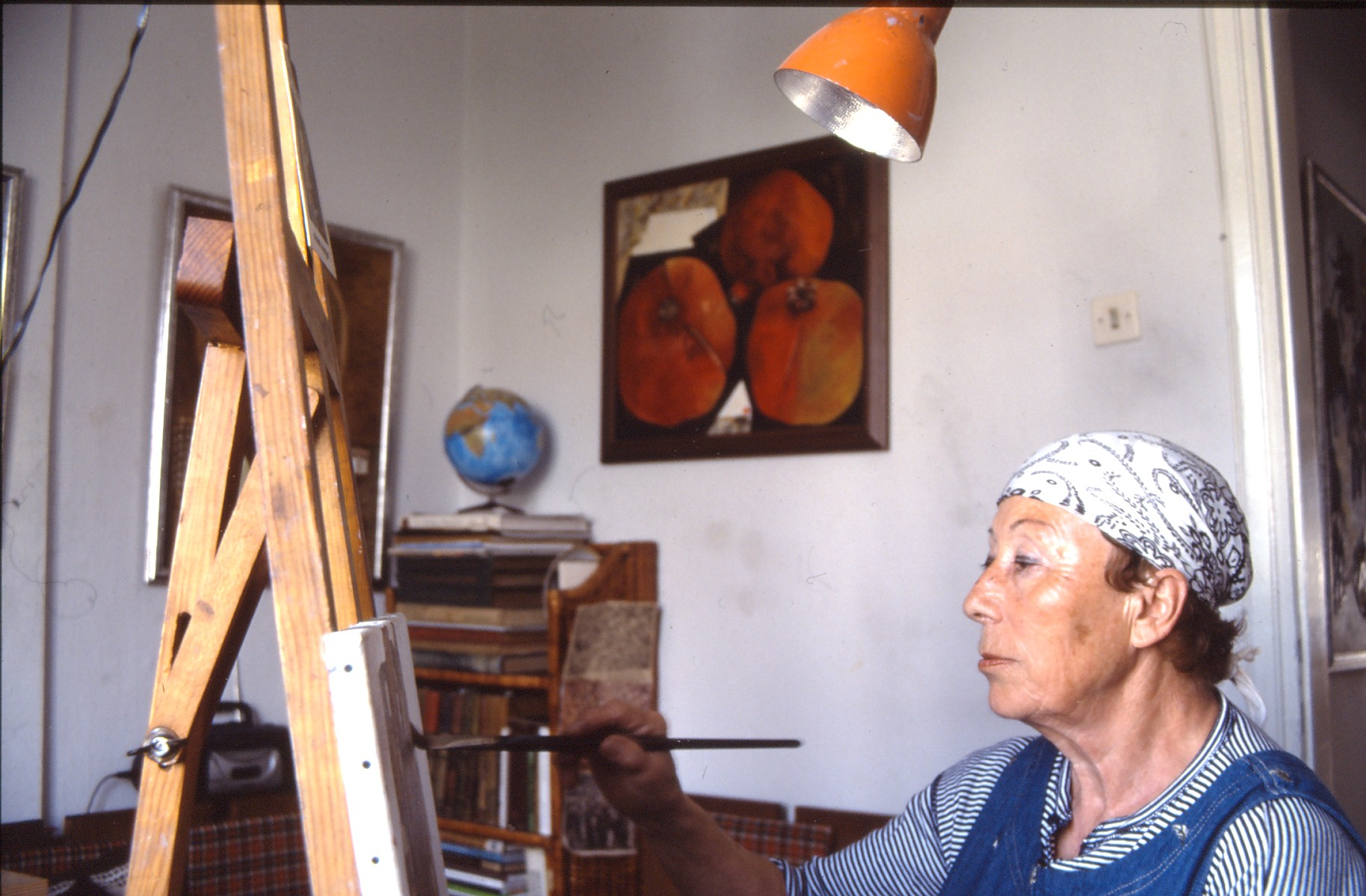
Nevin Çokay in ihrem Atelier

Nevin Çokay (* 11. Februar 1930 in Istanbul; † 24. Juli 2012 in Foça) war eine türkische Malerin.
Sie verbrachte ihre Kindheit in verschiedenen Regionen der Türkei. 1947 begann sie ihr Studium im Atelier von Bedri Rahmi Eyüboğlu an der Staatlichen Akademie der Schönen Künste in Istanbul, welches sie 1953 abschloss.
Ihre erste Ausstellung fand in der Istanbuler Galerie „Maya“ statt (1953).
Von 1950 bis 1953 war sie Mitglied des staatlichen Chors für Türkische Volksmusik unter der Leitung von Nedim Otyam. Neben der Teilnahme an Konzerten und folkloristischen Veranstaltungen u. a. in Italien, arbeitete sie auch als Synchronsprecherin und wirkte als Schauspielerin in dem Film Yurda Dönüş mit.
Çokay lehrte von 1955 bis 1962 Malerei am Işik Lisesi und anschließend von 1963 bis 1979 Malerei und Kunstgeschichte an Kültür Koleji in Istanbul. Zudem gab sie 10 Jahre privaten Malunterricht in Ateliers verschiedener Galerien. Ab den 1980er Jahren widmete sie sich als freischaffende Künstlerin in Istanbul ganz der Malerei.
Ihre Bilder wurden u. a. in Sonderausstellungen des Staatlichen Museums für Gemälde und Skulpturen Istanbul und der Biennale für Junge Künstler in Paris gezeigt. 1961 gewann sie den zweiten Preis des Istanbuler Kunstfestivals.
1979 erhielt sie eine Einladung aus den Niederlanden, wo ihre Bilder in verschiedenen Museen und Galerien in Deventer, Den Haag und Rotterdam für die Dauer von einem Jahr ausgestellt wurden.
Ihre Bilder finden sich neben staatlichen und privaten Kollektionen in Deutschland und Holland, im Staatlichen Museums für Gemälde und Skulpturen Istanbul, dem türkischen Ministerium für Kultur und Tourismus, der Stadtverwaltung Istanbul, der Universität Istanbul und der Umjetnicka Galerij des damaligen Jugoslawiens.
Bis zu ihrem Tod arbeitete sie in ihrem privaten Atelier in Foça in der Provinz Izmir. Sie war verheiratet und hatte einen Sohn.
Nevin Çokay zählt zu den bedeutendsten Vertretern der abstrakten Malerei in der Türkei, die in den 1960er Jahren begannen, mit Techniken und Stilen zu experimentieren und dabei von Sabri Berkel (1909–1993) und der amerikanischen sowie westeuropäischen Kunst beeinflusst wurden. Sie überwand den türkischen abstrakten Konstruktivismus durch die Reduzierung der Naturformen auf Zeichen, ohne diese vollständig ins Abstrakte umzubilden.